# Kaolinovo
Kaolinovo (Bulgaars: Каолиново, Turks: Bohçalar) is een stad en een gemeente in het noordoosten van de Bulgaarse oblast Sjoemen.

## Geografie
De gemeente Kaolinovo ligt in het noordelijke deel van de oblast Sjoemen. Met een oppervlakte van 293,535 km² is het qua oppervlakte de vijfde van de 10 gemeenten in Sjoemen. De gemeente grenst in het oosten aan de gemeente Nikola Kozlevo; in het zuiden aan de gemeente Novi Pazar en de gemeente Sjoemen; in het zuidwesten grenst het aan de gemeente Venets; in het westen aan de gemeenten Samoeil en Isperich; in het noorden aan de gemeente Doelovo en in het noordoosten aan de gemeente Tervel.

## Geschiedenis
De nederzetting werd in 1573 ingeschreven in de Ottomaanse registers. Tot 1934 heette het dorp Sjoemnoe Bochtsjalar (Bulgaars: Шумну бохчалар, Turks: Şumnu Bohçalar). Deze naam werd in 1934 omgedoopt in Bozjidar (Божидар). Op 27 oktober 1950 werd deze plaats krachtens Decreet 567 van Presidium van de Nationale Vergadering hernoemd naar Kaolinovo. Op 8 mei 1971 werd het nabijgelegen dorp Boimir bij het dorp Kaolinovo gevoegd. Op 4 september 1974 werd Kaolinovo uitgeroepen tot stad door de Voorzitter van de Staatsraad van de Volksrepubliek Bulgarije. De stad Kaolinovo bestond uit een fusie van de dorpen Kaolinovo, Todor Ikonomovo, Pristoe en Koes. In december 1978 scheidden Todor Ikonomovo en Pristoe zich af van Kaolinovo en kregen weer de status van dorp.

## Bevolking
Op 31 december 2019 telde de stad Kaolinovo 1.527 inwoners, waarmee het een van de kleinste steden in Bulgarije is. Het inwonersaantal van de stad bereikte in 1975 met 3.270 personen een hoogtepunt, terwijl de gemeente in 1965 een hoogtepunt had bereikt met 22.364 inwoners. Kaolinovo en omgeving verloor met name in de periode 1984-1989 relatief veel inwoners, als gevolg van de assimilatiecampagnes van het communistisch regime van Todor Zjivkov, waarbij alle Turken en andere moslims in Bulgarije christelijke of Bulgaarse namen moesten aannemen en afstand moesten doen van islamitische gewoonten. De laatste jaren groeit het inwonersaantal in Kaolinovo weer, vooral vanwege een natuurlijke bevolkingsgroei gecombineerd met repatriatie van Bulgaarse Turken die in de periode 1984-1989 naar Turkije waren uitgeweken.
| Jaar               | 1934   | 1946   | 1956   | 1965   | 1975   | 1985   | 1992   | 2001   | 2011   | 2019   |
| stad Kaolinovo     | 2 410  | 2 339  | 2 459  | 2 918  | 3 270  | 2 739  | 1 646  | 1 559  | 1 462  | 1 527  |
| gemeente Kaolinovo | 19 648 | 20 652 | 20 917 | 22 364 | 20 916 | 19 424 | 13 556 | 12 544 | 12 093 | 13 025 |

### Bevolkingssamenstelling
In de gemeente wonen vooral etnische Turken. De grootste minderheid vormen de Roma, gevolgd door een veel kleinere groep etnische Bulgaren. De Bulgaren wonen vooral in de dorpen Omartsjevo en Lisi Vrach, terwijl alle andere nederzettingen een Turkse bevolkingsmeerderheid hebben. In Ljatno, Todor Ikonomovo en Dolina wonen bovendien grote groepen Roma.
| Etnische groep   | volkstelling 1992 | volkstelling 1992 | volkstelling 2001 | volkstelling 2001 | volkstelling 2011 | volkstelling 2011 | volkstelling 2011  |
| Etnische groep   | Aantal            | %                 | Aantal            | %                 | Aantal            | % (totaal)        | % (gespecificeerd) |
| ---------------- | ----------------- | ----------------- | ----------------- | ----------------- | ----------------- | ----------------- | ------------------ |
| Bulgaren         | 1.585             | 11,69             | 1.182             | 9,42              | 722               | 5,97              | 6,25               |
| Turken           | 10.743            | 79,25             | 9.935             | 79,20             | 8.964             | 74,13             | 77,62              |
| Roma             | 1.196             | 8,82              | 1.316             | 10,49             | 1.675             | 13,85             | 14,50              |
| Andere groepen   | 29                | 0,21              | 6                 | 0,05              | 12                | 0,10              | 0,10               |
| Onbekend         | 3                 | 0,02              | 57                | 0,45              | 175               | 1,45              | 1,52               |
| Ongespecificeerd | .                 | .                 | 48                | 0,38              | 545               | 4,51              | .                  |
| Totaal           | 13.556            | 100,00            | 12.544            | 100,00            | 12.093            | 100,00            | 100,00             |

### Religie
In de volkstelling van 1 februari 2011 was het invullen van een geloofsovertuiging optioneel. Van de 12.093 mensen die werden geregistreerd bij de volkstelling van 2011 kozen 1.188 personen (10%) ervoor om hun religieuze overtuiging niet te specificeren. De grootste religie in Kaolinovo is de islam. In 2011 was ruim 90% van de bevolking islamitisch, een vergelijkbaar aandeel met de volkstelling van 2001. Slechts 5% was christelijk, uitsluitend etnische Bulgaren.
|                              | Aantal | Percentage (%) | Percentage (%) |
| 12093                        | Totaal | Respondenten   |                |
| ---------------------------- | ------ | -------------- | -------------- |
| Bulgaars-Orthodoxe Kerk      | 555    | 4,59           | 5,09           |
| Katholieke Kerk in Bulgarije | -      | -              | -              |
| Protestantisme               | 8      | 0,07           | 0,07           |
| Islam in Bulgarije           | 9824   | 81,24          | 90,09          |
| Overig                       | -      | -              | -              |
| Onkerkelijk                  | 69     | 0,57           | 0,63           |
| Geen antwoord                | 436    | 3,61           | 4,00           |
| Onbekend                     | 1188   | 9,82           | -              |

## Nederzettingen

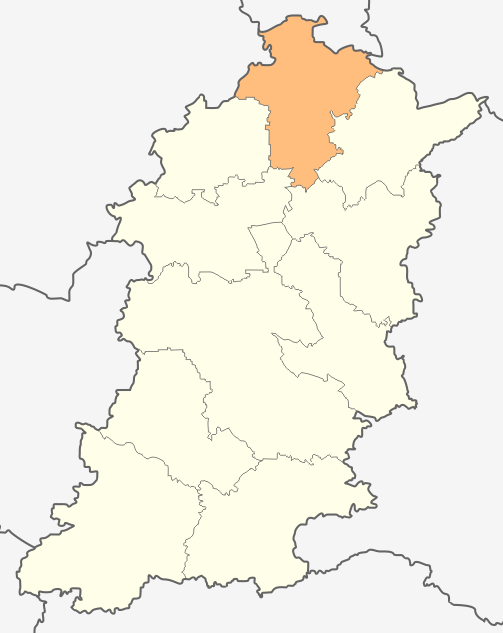
Ligging van de gemeente Kaolinovo in de oblast Sjoemen

De gemeente Kaolinovo bestaat uit de stad Kaolinovo en vijftien nabijgelegen dorpen.
| Plaatsnaam      | Cyrillisch      | Bevolking (2019) |
| --------------- | --------------- | ---------------- |
| Kaolinovo       | Каолиново       | 1.527            |
| Branitsjevo     | Браничево       | 1.388            |
| Dojrantsi       | Дойранци        | 472              |
| Dolina          | Долина          | 486              |
| Goesla          | Гусла           | 620              |
| Kliment         | Климент         | 1.241            |
| Lisi Vrach      | Лиси връх       | 37               |
| Ljatno          | Лятно           | 561              |
| Naoem           | Наум            | 472              |
| Omartsjevo      | Омарчево        | 25               |
| Pristoe         | Пристое         | 1.019            |
| Sini Vir        | Сини вир        | 555              |
| Sredkovets      | Средковец       | 668              |
| Takatsj         | Тъкач           | 731              |
| Todor Ikonomovo | Тодор Икономово | 2.264            |
| Zagoritsje      | Загориче        | 959              |
| Totaal          |                 | 13.025           |

Bestuurlijk centrum: Sjoemen
 Chitrino - Kaolinovo - Kaspitsjan - Nikola Kozlevo - Novi Pazar - Sjoemen - Smjadovo - Veliki Preslav - Varbitsa - Venets
Branitsjevo · Dojrantsi · Dolina · Goesla · Kaolinovo · Kliment · Lisi Vrach · Ljatno · Naoem · Omartsjevo · Pristoe · Sini Vir · Sredkovets · Takatsj · Todor Ikonomovo · Zagoritsje